# Rolex Paris Masters 2017
Rolex Paris Masters 2017 — тенісний турнір, що проходив на кортах з твердим покриттям у місті Paris, Франція з 30 жовтня. Належав до категорії ATP World Tour Masters 1000.

## Фінальна частина

### Одиночний розряд
Джек Сок —  Філіп Країнович 5–7, 6–4, 6–1

### Парний розряд
Лукаш Кубот /  Марсело Мело —  Іван Додіг /  Марсель Гранольєрс 7–6(7–3), 3–6, [10–6]